# Новогрудская возвышенность
Новогрудская возвышенность (бел. Навагрудскае ўзвышша) — возвышенность в Гродненской области Беларуси, часть Белорусской гряды.
Возвышенность находится на территории Кореличского, Дятловского, Слонимского и Новогрудского районов области. Высшая точка — гора Замковая (323 м) в 3 км от северо-западнее Новогрудка, одна из высочайших в стране. Ограничена возвышенность долинами рек Щара и Сервеч и Неманской низменностью.
Геологически Новогрудская возвышенность сложена моренными и лёссовидными суглинками. Поверхность распахана (41 %), местами покрыта сосновыми и смешанными лесами (28 %). Крупнейшая река — Молчадь.
Новогрудская возвышенность и соседняя Копыльская гряда — небольшой изолированный ареал суслика крапчатого, обычно обитающего в степях и южных лесостепях Восточно-Европейской равнины.